# Stálky
Stálky är en ort i Tjeckien.   Den ligger i regionen Södra Mähren, i den sydöstra delen av landet, 160 km sydost om huvudstaden Prag. Stálky ligger 435 meter över havet och antalet invånare är 153.
Terrängen runt Stálky är platt.Runt Stálky är det ganska glesbefolkat, med 42 invånare per kvadratkilometer. Närmaste större samhälle är Jemnice, 18,5 km nordväst om Stálky. Trakten runt Stálky består till största delen av jordbruksmark.